# AIMAG
AIMAG SpA (acronimo di Azienda Intercomunale Municipalizzata Acqua Gas) è un'azienda multiservizi, con sede a Mirandola in provincia di Modena, opera in 28 comuni e gestisce, direttamente e tramite le società controllate, servizi idrici, ambientali, energetici, tecnologici e di pubblica illuminazione per oltre 285 mila cittadini.
Il gruppo AIMAG è una società per azioni a controllo pubblico congiunto, a partecipazione mista pubblico-privata. Il capitale sociale ordinario di AIMAG è detenuto per il 65% da 21 Comuni ricompresi tra le province di Modena e Mantova. Le restanti azioni sono detenute per il 25% da Hera SpA, per il 7,50% dalla Fondazione Cassa di Risparmio di Carpi e per il 2,50% dalla Fondazione Cassa di Risparmio di Modena.